# Lothar Waldmüller
Lothar Waldmüller (* 8. April 1936 in Dessau, Anhalt) ist ein deutscher römisch-katholischer Theologe, Kirchengeschichtler, emeritierter Hochschullehrer und Domkapitular.

## Leben
Waldmüller studierte Philosophie an der Philosophisch-Theologischen Hochschule Freising und Theologie an der Ludwig-Maximilians-Universität München Theologie.
Im Jahr 1961 wurde er zum Priester geweiht. 
Er setzte seine Studien fort und schloss sie 1971 mit der Promotion und 1980 mit der Habilitation ab. 1981 ernannte ihn der damalige Erzbischof von München und Freising Joseph Ratzinger zum Personalreferenten der Erzdiözese für Priester und andere seelsorgliche Berufe. 1990 übertrug ihm Friedrich Wetter, Erzbischof der Erzdiözese ab 1982, die Aufgabe des Referenten für Ökumene und zusätzlich ab 1993 des Referenten für Weltkirchliche Aufgaben. In diesen Leitungsfunktionen erhielt er den Titel Ordinariatsrat, ab 1989 später gehörte er dem Metropolitankapitel der Erzdiözese München und Freising als Domkapitular an.
Seit dem Wintersemester 1989/90 lehrte er als Lehrbeauftragter, ab dem Wintersemester 1990/91 bis ins Jahr 2007 als Honorarprofessor für Kirchengeschichte des Mittelalters und der Neuzeit an der Philosophisch-Theologischen Hochschule Benediktbeuern. 
Die Schwerpunkte seiner Arbeit sind Theologie und Geschichte der Ostkirchen, wie auch die Zusammenarbeit mit ihnen vielen, auch praktischen Arbeitsfeldern.
In seiner Aufgabe als Referent für Weltkirchliche Aufgaben betreute Waldmüller jährlich mehrere hundert Projekte der Seelsorge, Caritas und Bildung vor allem in Osteuropa und Lateinamerika, er trug Verantwortung für die Partnerschaft zwischen der Erzdiözese München und Freising und den Bistümern von Ecuador.
Waldmüller lebt in Prien am Chiemsee. Seit 1956 ist er Mitglied der katholischen Studentenverbindung KDStV Aenania München.

## Mitarbeit in Gremien
- Arbeitsgemeinschaft Christlicher Kirchen in Bayern
- Ukrainischen griechisch-katholischen Kirche in Deutschland (Mitglied in der Arbeitsgruppe zur Übersetzung der liturgischen Texte der katholischen byzantinischen Kirchen in die deutsche Sprache).[1]
- St. Ansgarwerk e.V. (1. Vorsitzender)
- Athanasius-Stiftung an der LMU (Mitglied des Kuratoriums)

## Auszeichnungen
- als einer von wenigen Priestern seiner Erzdiözese erhielt er die Befugnis, sowohl im lateinischen, als auch im byzantinischen Ritus Gottesdienste zu leiten.
- Ehrendomkapitular des Domkapitels der Diözese Varazdin
- 1987 Päpstlicher Ehrenprälat
- 2004 Verleihung des Titels „Mitrophornyj Protopresviter“ (mitratragender Protopresbyter) durch den Großerzbischof von Lemberg Lubomyr Husar, Waldmüller darf bei bestimmten Gottesdiensten die Mitra, die Kopfbedeckung der Bischöfe (in ostkirchlicher Form) tragen[2]
- 2007 Goldenes Kreuz der Griechisch-Orthodoxen Metropolie von Deutschland[3]

## Mitarbeit bei Projekten (Auswahl)
- Datenbank Konziliengeschichte (verantwortlich für das Zeitraum des Jahres 1973) Einführung

## Werke (Auswahl)

### Monografien
- Die ersten Begegnungen der Slawen mit dem Christentum und den christlichen Völkern vom VI. bis VIII. Jahrhundert. Die Slawen zwischen Byzanz und Abendland,  (= Enzyklopädie der Byzantinistik, Band 51), (Zugleich Hochschulschrift: München, Univ., Kath.-Theol. Fak., Diss., 1971), Amsterdam 1976, ISBN 90-256-0786-1.
- Die Synoden in Dalmatien, Kroatien und Ungarn. Von der Völkerwanderung bis zum Ende der Arpaden (1311), (= Konziliengeschichte, Reihe A, Darstellungen), (Zugleich Hochschulschrift: Augsburg, Univ., Habil.-Schr., 1980), Paderborn, München, Wien, Zürich 1987, ISBN 3-506-74686-3.
- Konflikte zwischen Ost und West im kirchlichen Raum. Dargestellt anhand einiger historischer Beispiele. Antrittsvorlesung am 11. Juni 1991 als Honorarprofessor für Mittlere und Neuere Kirchengeschichte an der Philosophisch-Theologischen Hochschule der Salesianer Don Boscos in Benediktbeuern, (= Benediktbeurer Hochschulschriften, Band 2), München 1992, ISBN 3-7698-0708-1.

### Artikel
- Salzburg als Zentrum der baierischen Slavenmission, in: Beiträge zu altbaierischen Kirchengeschichte, Jahrgang 27, 1973, Seite 111–127.
- Materialien zur Geschichte Johannes'XXIII. (1410–1414), in: Annuarium Historiae Conciliorum (AHC), Band 7, 1975, (= Festgabe Hubert Jedin zum 75. Geburtstag, Band 1), ISSN 0003-5157, Seite 229–237.
- Überlegungen, wie die volle Communio der orthodoxen Kirchen mit Rom erlangt werden könnte, in: Der Christliche Osten, Jahrgang 53, 1998, Heft 1, Seiten 9–15. Zusammenfassung des Artikels.
- mit Sigmund Benker, Zum Tode von Prof. Dr. Adolf Wilhelm Ziegler, in: BABKG, Jahrgang 38, 1989. Seite 283–285.

### Vorträge
- Atmen mit zwei Lungenflügeln? Östliche Katholiken in Deutschland, Abschiedsvorlesung an der Philosophisch Theologischen Hochschule Benediktbeuern 2007